# Clifton Suspension Bridge

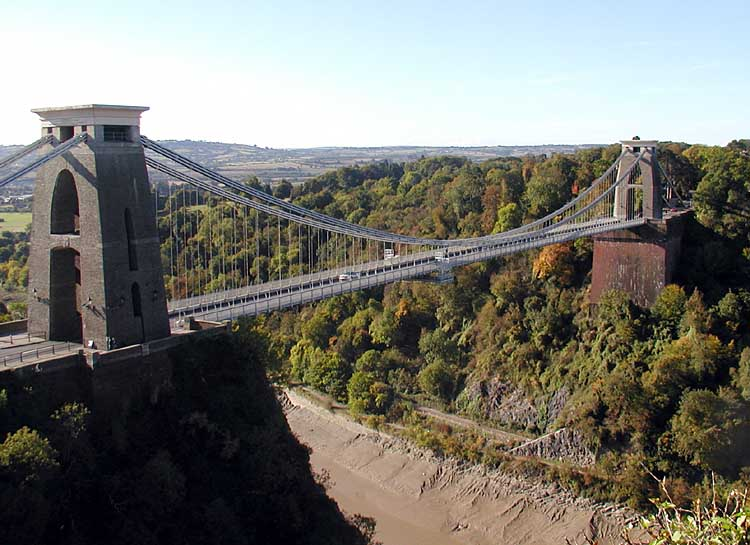
Die Clifton Suspension Bridge über dem Fluss Avon

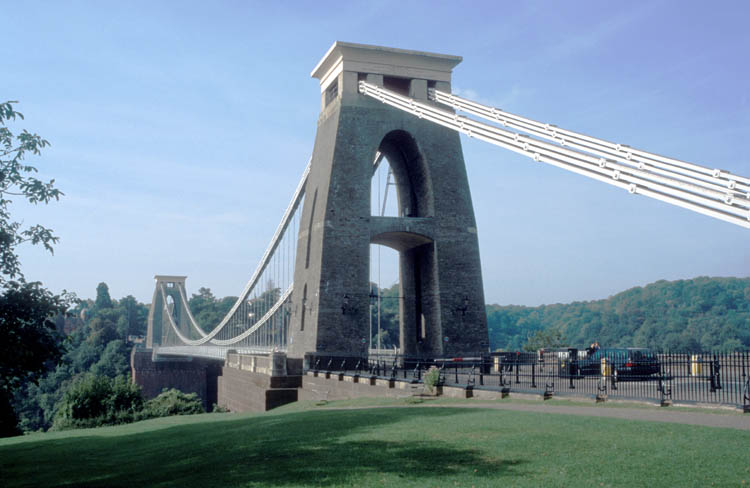
Die Brücke von Clifton aus gesehen

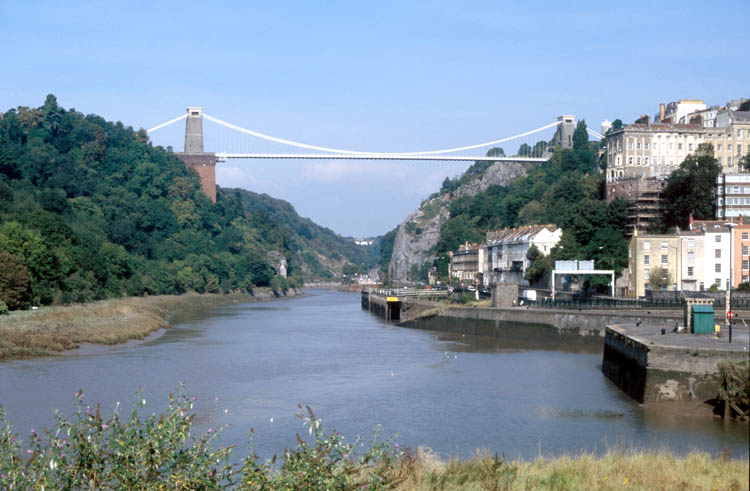
Der Avon mit der Clifton Suspension Bridge (rechts ist Clifton zu sehen)

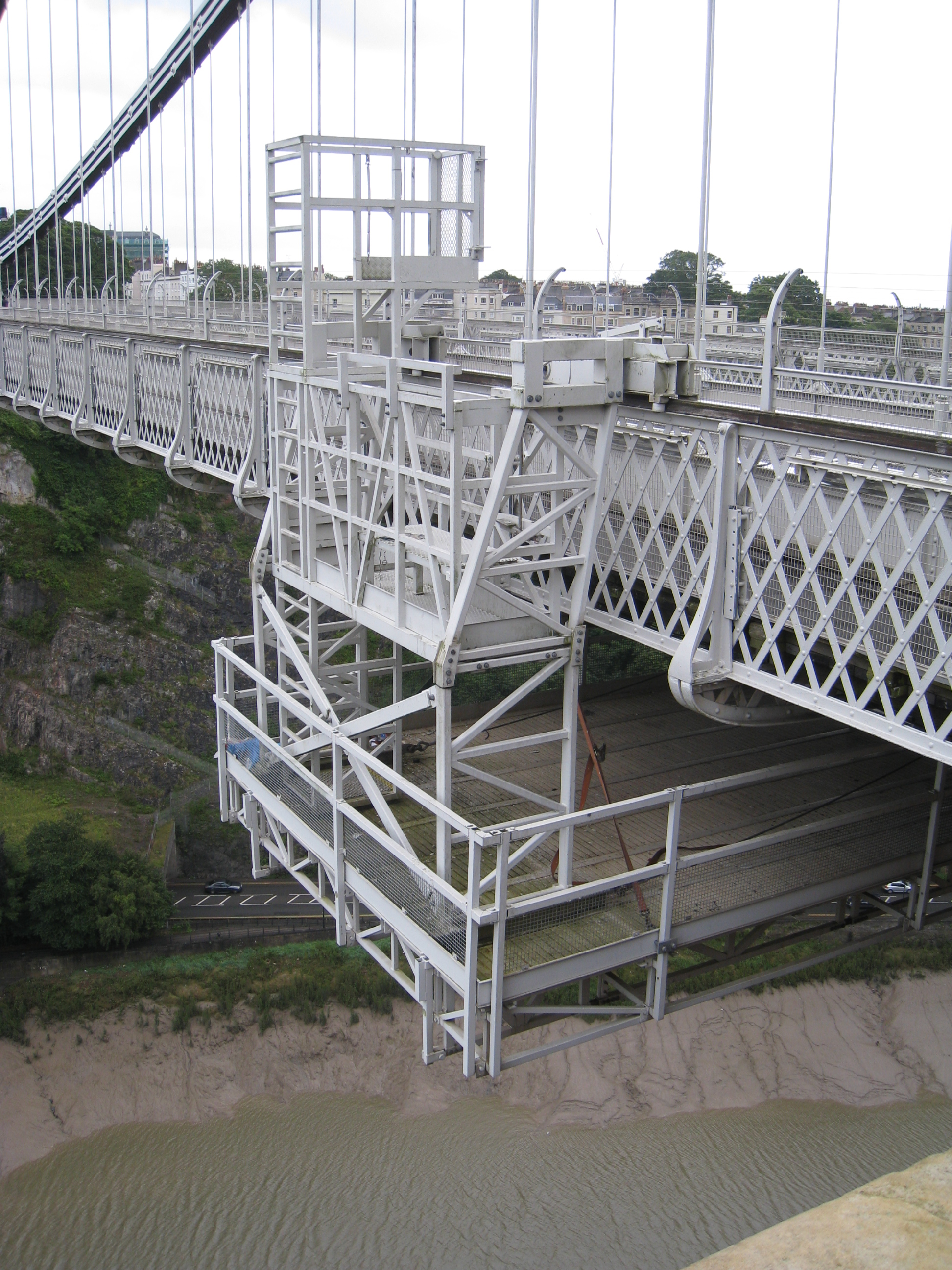
Wagen für die Wartung der Brücke

Die Clifton Suspension Bridge ist eine Kettenbrücke über den Fluss Avon im Südwesten Englands. Sie ist das Wahrzeichen der Stadt Bristol.

## Vorgeschichte
Im Jahre 1754 kam die Idee auf, eine Brücke über die Schlucht des Flusses Avon zu bauen. William Vick, ein Bristoler Weinhändler, hinterließ eine Erbschaft von 1000 engl. Pfund mit der Instruktion, wenn sich durch Zinsen 10.000 Pfund angehäuft hätten, solle das Geld für eine Brücke zwischen Clifton (damals zugehörig zu Gloucestershire) und Leigh Woods (damals in Somerset) verwendet werden. Beide Orte waren damals nur dünn besiedelt.
In den 1820er Jahren hatte sich die Hinterlassenschaft auf fast 8000 Pfund summiert, jedoch schätzte man, dass eine Steinbrücke mehr als zehnmal so viel kosten könnte. Ein Beschluss des Parlaments erlaubte, dass auch eine schmiedeeiserne Hängebrücke errichtet werden könne und Mauteinnahmen die Ausgaben decken können. Im Jahr 1829 wurde ein Wettbewerb veranstaltet, um den besten Entwurf für die Brücke zu finden. Der Juror Thomas Telford verwarf alle Einsendungen und setzte sein eigenes Design durch. Die Entscheidung stieß auf großen Widerstand in der Bevölkerung, zumal der Bau nach dem Entwurf extrem teuer hätte werden können. Ein zweiter Wettbewerb wurde mit Davies Gilbert als Juror durchgeführt und von Isambard Kingdom Brunel gewonnen. Er wurde als Projekt-Ingenieur eingesetzt und erhielt somit den ersten großen Auftrag.

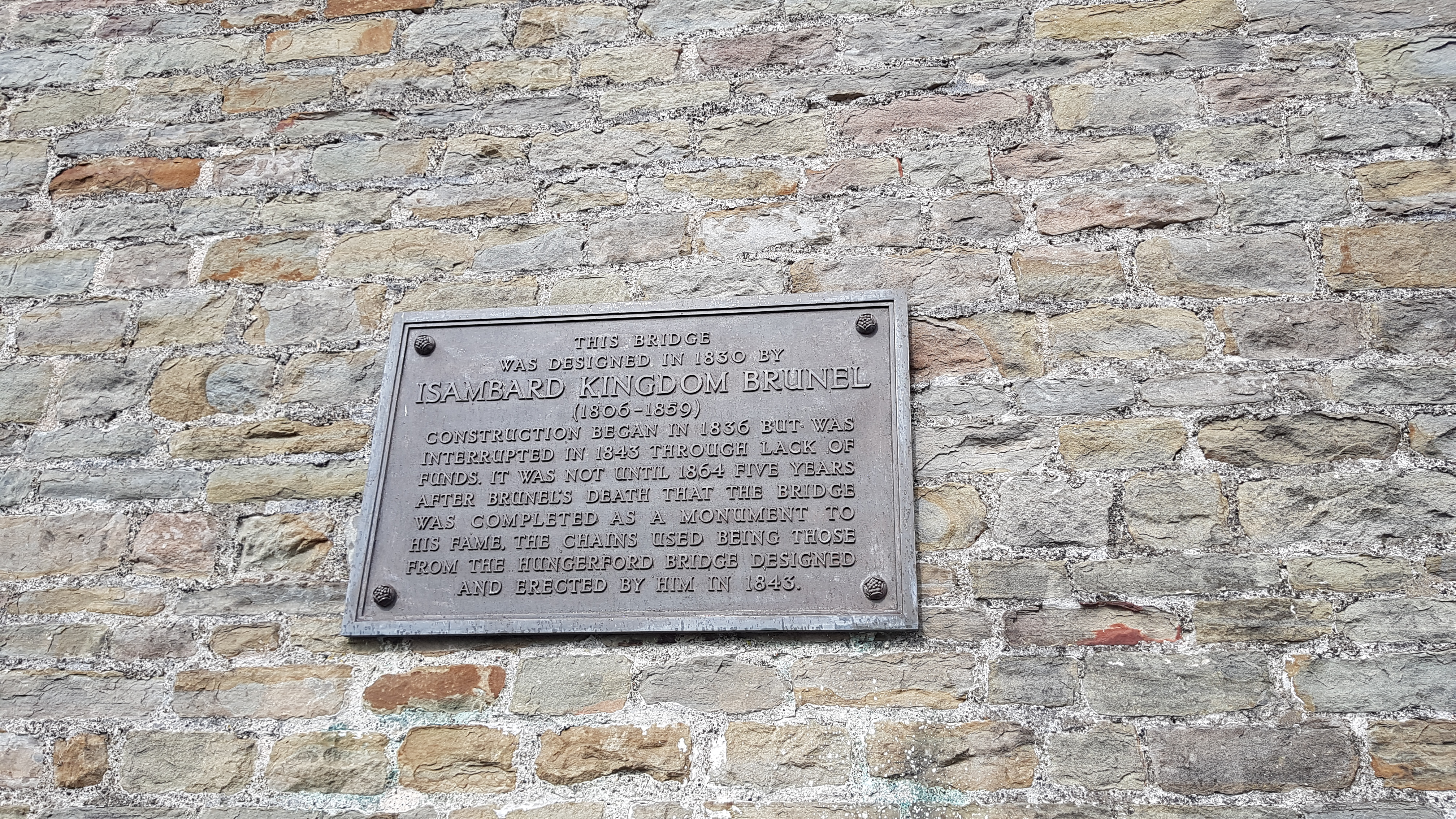
Gedenktafel für den Erbauer der Brücke

## Bau
Der erste Versuch, die Brücke nach Brunels Entwurf zu bauen, scheiterte im Jahr 1831 an bürgerkriegsähnlichen Aufständen in Bristol. Die Arbeiten wurden unterbrochen und 1836 wieder aufgenommen. 1843 waren die rohen Türme fertiggestellt, jedoch auch das Geld zu Ende. 1851 wurden die bereits gefertigten Eisenteile verkauft und für den Bau der ebenfalls von Brunel entworfenen Royal Albert Bridge verwendet.
Brunel starb 1859 mit 53 Jahren, ohne seine Brücke fertiggestellt zu sehen. Brunels Kollegen der Institution of Civil Engineers waren der Meinung, dass die Clifton Suspension Bridge ein hervorragendes Denkmal für den großen Ingenieur wäre, und begannen Gelder für die Fertigstellung der Brücke zu sammeln. 1860 wurde Brunels Hungerford Bridge über die Themse in London abgerissen, um für eine neue Eisenbahnbrücke zum Bahnhof Charing Cross Platz zu schaffen. Die dort benutzten Hängeketten wurden aufgekauft und für die Clifton-Hängebrücke wiederverwendet.
Das Design wurde von William Henry Barlow und Sir John Hawkshaw überarbeitet. Die Brücke sollte breiter und höher werden sowie eine stärkere Fahrbahn erhalten. Dafür sollten die Ketten statt zweifach dreifach geführt werden. Bei den Türmen sollte der rohe Stein belassen und auf die Verkleidung im ägyptischen Stil sowie die ursprünglichen vorgesehenen Sphinx-Köpfe verzichtet werden. Die Arbeit an der Brücke wurde 1862 wieder aufgenommen, so dass sie zwei Jahre später fertiggestellt werden konnte. Die Brücke wurde am 8. Dezember 1864 eingeweiht und dem Verkehr übergeben und ist seit diesem Datum ohne Unterbrechung in Nutzung.

## Die Brücke heute
Die Brücke wird von einer Treuhändergesellschaft (Trust) verwaltet, die durch einen Parlamentsbeschluss von 1952 eingerichtet wurde. Für Autos ist die Benutzung der Brücke kostenpflichtig, Fußgänger und Radfahrer können sie kostenlos nutzen. In der Nacht ist die Brücke beleuchtet. Die Beleuchtung wurde im Jahr 2006 auf LED umgestellt.
Im Jahre 2002 wurde entdeckt, dass der große Brückenpfeiler aus rotem Sandstein auf der Leigh-Woods-Seite nicht, wie viele Jahre angenommen, in Massivbauweise ausgeführt wurde, sondern im Inneren 12 bis zu 11 m hohe gewölbte Kammern aufweist.
Im Jahr 2003 belasteten anlässlich des Ashton Court Festival und der Bristol International Balloon Fiesta so viele Menschen gleichzeitig die Brücke, dass sie für diese Veranstaltungen im folgenden Jahr 2004 gesperrt wurde.
Als Symbol für die Ingenieur-Leistungen der Region rund um die Stadt Bristol flog am 26. November 2003 die letzte Concorde (Concorde 216) in niedriger Höhe über die Brücke, bevor sie auf dem Filton Airfield landete.

## Sprünge von der Brücke
Lange Zeit hatte die Brücke einen schlechten Ruf als Selbstmörder-Brücke. Im Jahr 1885 sprang die 22-jährige Sarah Ann Henley von der Brücke und überlebte, weil ihre damals üblichen weiten Damenröcke den Fall bremsten und wie ein Fallschirm wirkten. Sie wurde über 80 Jahre alt. Auch heute noch ist die Brücke Ort von Selbsttötungen. Zwischen 1974 und 1993 sprangen 128 Menschen in den Tod. 1998–1999 wurden deshalb Barrieren installiert, um Sprünge von der Brücke zu verhindern. In den folgenden Jahren reduzierte sich die durchschnittliche Zahl der jährlichen Suizide von 8 auf 4. An den Brückentürmen sind große Metalltafeln mit der Telefonnummer der Samariter angebracht.
Am 1. April 1979 sprangen vier Klubmitglieder des Oxford University Dangerous Sports Club von der Clifton Suspension Bridge, um die ersten modernen Bungee-Sprünge auszuführen.

## Gestaltung
Obwohl die beiden Türme ähnlich aussehen, unterscheiden sie sich voneinander. Der Turm auf der Clifton-Seite hat beidseits Öffnungen und der Bogen im Turm ist spitzer an der Leigh-Woods-Seite. Nach Brunels Planungen sollten auf beiden Türmen Sphinx-Figuren postiert werden, was zu der Zeit sehr populär war – sie wurden aber nie eingebaut.
Der 26 m hohe Turm auf der Leigh-Woods-Seite steht auf einem 34 m hohen Baugrund, der aus Sandstein besteht.